# Zespół dworski w Libertowie
Zespół dworski w Libertowie – zespół dworski znajdujący się w powiecie krakowskim, w gminie Mogilany, w Libertowie.
Obiekt, w skład którego wchodzi dwór wraz z parkiem, został wpisany do rejestru zabytków nieruchomych województwa małopolskiego.

## Historia
Dworek wybudowano około 1800 roku. W XVII w. był prawdopodobnie własnością Cikowskich, a od połowy XIX w. Skorupków-Padlewskich.

## Architektura
Dworek jest parterowy, nakryty dachem łamanym. W XX w. dobudowano przybudówkę i najprawdopodobniej dwukolumnowy ganek.